# 16043 Іченьчжан
16043 Іченьчжан (16043 Yichenzhang) — астероїд головного поясу, відкритий 6 квітня 1999 року.
Тіссеранів параметр щодо Юпітера — 3,601.
Названо на честь американського призера конкурсу Intel Science Talent Search Іченя Чжана, китайського походження.